# Luftseilbahn Kandersteg-Allmenalp

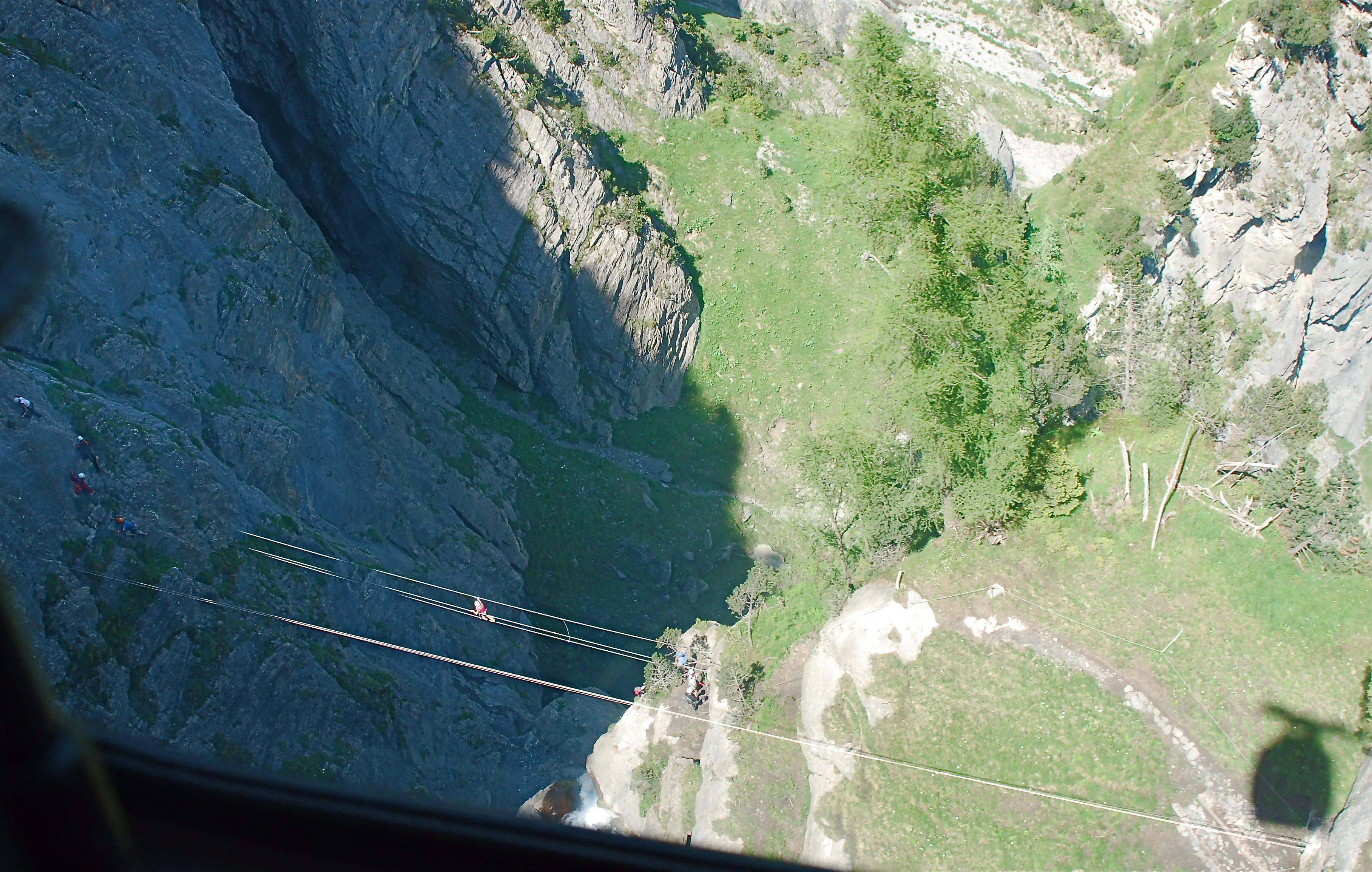
Klettersteig met Nepalsteg (foto:Jan Uyttebroeck)

De Luftseilbahn Kandersteg-Allmenalp (LKA) is een kabelbaan in het Berner Oberland in Zwitserland. Het dalstation staat ten zuidwesten van het centrum van Kandersteg en loopt naar de 1744 meter hoge Undere Allme.

## Geschiedenis
De eerst kabelbaan uit 1947 werd alleen gebruikt om materiaal op de Steintalalp te brengen. Deze alp ligt iets ten noorden van de Undere Allme. In 1970 kwam er een nieuwe vierpersoons kabelbaan naar de Allmenalp. Er waren maar acht kleine raampjes in de cabines. Er is weinig bebouwing op de alp, maar in 1980 werd de alpenboerderij Reichen afgebroken en verplaatst naar  het openluchtmuseum Ballenberg.
In 1982 kwam er een nieuw bergrestaurant op de Allmenalp. In 1982-83 werden er aandeelhouders gezocht voor de nieuwe kabelbaan. De start kon plaatsvinden vanaf 1984 en op 21 juni 1985 werd de nieuwe baan met cabines voor acht personen geopend. De baan overbrugt een zeer steile wand, veel paragliders wagen hier een sprong. De verbetering van het bergpad First-Elsigenalp en Obere Allme-Alpschelenhubel dragen bij aan de populariteit van de kabelbaan voor wandelaars.
De steile wand wordt opengesteld voor een groter publiek door de bouw van de Klettersteig of bergklimpad. In 2008 moet de motor en het bedieningstysteem al worden vernieuwd. Een uitbreiding van de gebouwen bij het dalstation is nodig in 2015.

## Klettersteig
Het bergklimpad aan de bergwand naar de Allmenalp heeft een moeilijkheidsgraad K4, wat overeenkomt met C/D =  moeilijk (Duits/Oostenrijkse moeilijkheidsgraad) of D (Franse moeilijkheidsgraad). In het Zwitserse systeem is K5 het moeilijkst. Een veiligheidsuitrusting is nodig om het de route te volbrengen. Het wordt ook wel een via ferrata genoemd of ijzeren weg. Grote delen gaan langs de steilie bergwand zijn voorzien van staalkabels, die met haken in de bergwand zijn verankerd, voor de veiligheidshaken van de uitrusting. Voor het voetenwerk zijn stalen pennen in de rotswand gelijmd. In de route zijn vier stalen ladders aanwezig, waarvan er één getordeerd is. Verder zijn er twee Nepalsteggen en twee death rides of Tyroliennes, die een beetje lijken op een tokkelbaan. De Nepalsteg is een voetgangershangbrug die bestaat uit 3 staalkabels, één om over te lopen en twee als leuning, die tevens als geleider voor de veiligheidshaak van de uitrusting wordt gebruikt. Het hoogteverschil van de route is 550 meter. De tocht vanaf het dal tot aan bij het bergrestaurant duurt ongeveer drieëneenhalf uur.

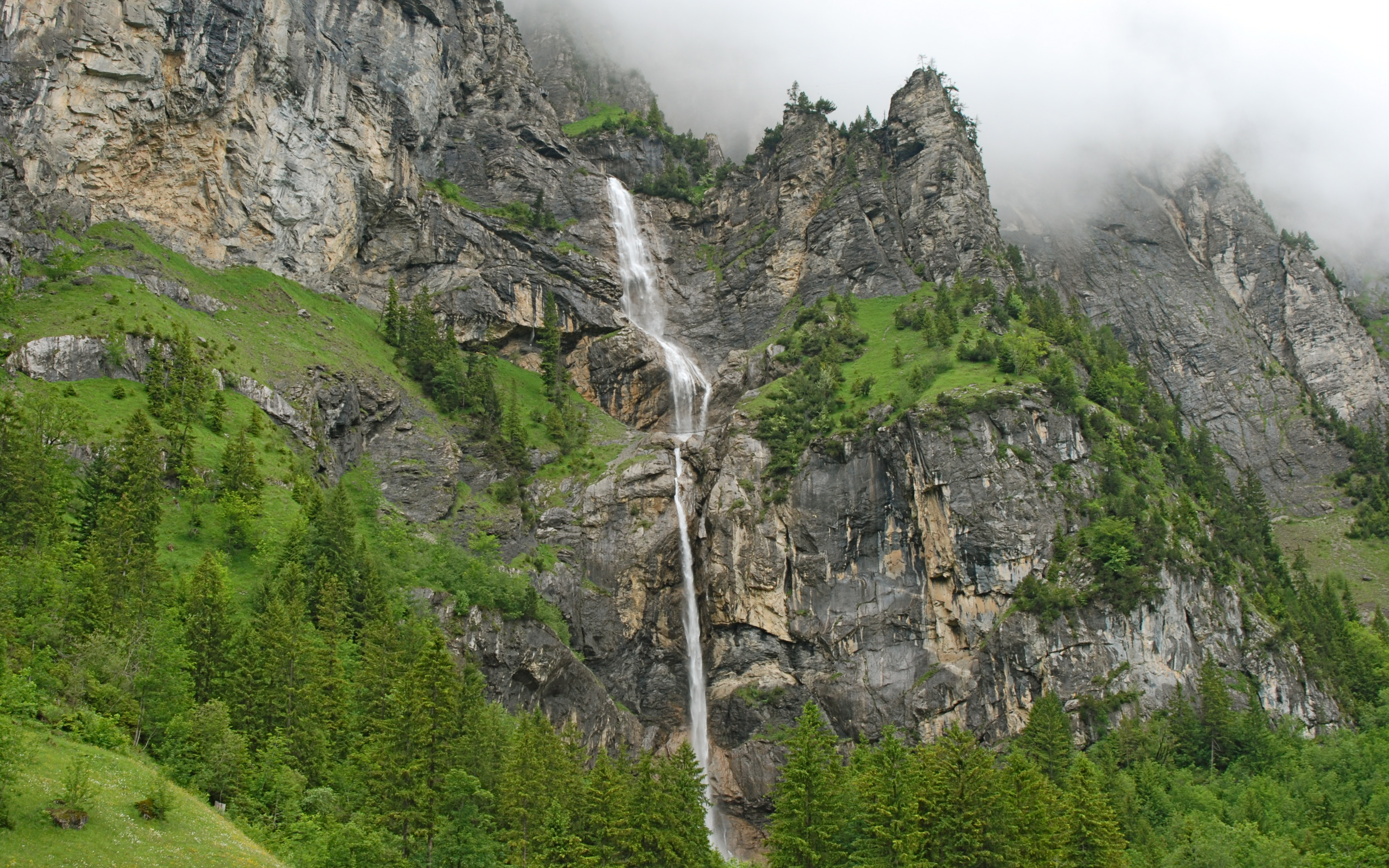
Klettersteig langs de Almibachwaterval (foto:Jan Uyttebroeck)

## Almibachwaterval
Vanuit het dal is de waterval goed te zien. Het is een cascade met vier trappen. Het bergklimpad loopt vlak langs deze waterval.